# South Africa International 2012
Die South Africa International 2012 im Badminton fanden vom 6. bis zum 9. Dezember 2012 in Pretoria statt.

## Sieger und Platzierte
| Disziplin    | Gold                            | Silber                         | Bronze                                  |
| ------------ | ------------------------------- | ------------------------------ | --------------------------------------- |
| Herreneinzel | Alistair Casey                  | Willem Viljoen                 | Enrico James                            |
| Herreneinzel | Alistair Casey                  | Willem Viljoen                 | Jimmy Rujevic                           |
| Dameneinzel  | Stacey Doubell                  | Elme de Villiers               | Shareen Matthews                        |
| Dameneinzel  | Stacey Doubell                  | Elme de Villiers               | Shama Aboobakar                         |
| Herrendoppel | Andries Malan Willem Viljoen    | Dorian James Enrico James      | Michael Jennings Bongani von Bodenstein |
| Herrendoppel | Andries Malan Willem Viljoen    | Dorian James Enrico James      | Pieter Jacobs Tokkie Kasselman          |
| Damendoppel  | Michelle Edwards Annari Viljoen | Shama Aboobakar Stacey Doubell | Elme de Villiers Wilmarie Labuschange   |
| Damendoppel  | Michelle Edwards Annari Viljoen | Shama Aboobakar Stacey Doubell | Jennifer Fry Sandra Halilovic           |
| Mixed        | Willem Viljoen Annari Viljoen   | Dorian James Michelle Edwards  | James Hilton McManus Elme de Villiers   |
| Mixed        | Willem Viljoen Annari Viljoen   | Dorian James Michelle Edwards  | Enrico James Stacey Doubell             |